# Джамбул Джабаев
Джамбул Джабаев (каз. Жамбыл Жабайұлы; 16 (28) февраля 1846, у горы Жамбул, Бетпак-Дала, Киргиз-Кайсацкая Орда — 22 июня 1945, Алма-Ата, Казахская ССР) — казахский советский поэт-акын, лауреат Сталинской премии второй степени (1941). Является долгожителем, так как скончался в возрасте 99 лет. 

## Биография
Родился 16 (28) февраля 1846 года в семье бедного, но довольно уважаемого кочевника Жабая (каз. Жабай) из подрода Екей рода Шапрашты, входящего в состав Старшего жуза.
Согласно семейному преданию, Джамбул родился возле горы Жамбул в верховьях реки Чу (ныне Мойынкумский район Жамбылской области Казахстана). Жабай Истыбаев (около 1812—1899), отец Джамбула, дал своему сыну имя горы. Мать Джамбула звали Улдан. У Жабая было три сына: Тайти, Коман, Джамбул.
В ночь у подножья Жамбула-горы,

Сжавшись комочком у снежной норы,

Мать моя, рабскую жизнь кляня,

В стонах и муках родила меня.

Молча собрался голодный аул,

Дали казахи мне имя Жамбул.
23 июня (5 июля) 1846 года Старший жуз вступил в подданство Российской империи.
Ещё мальчиком Жамбул научился играть на домбре. Дядя Джамбула, брат отца, был известным домбристом. В 14 лет (по другим данным: в 1858 году в возрасте 12 лет) он решил уйти из дома и стать акыном, зарабатывая пением. Пел он под аккомпанемент домбры в стиле толгау (речитатив). Искусству импровизации учился у акына Суюнбая. Жамбул пел исключительно на казахском языке. В конце XIX — начале XX века неоднократно участвовал и побеждал в айтысах (соревнованиях) видных акынов. Славился как мастер обличительных песен. Позже из дореволюционного репертуара с его слов были записаны эпосы «Суранши-батыр», «Утеген-батыр», сказки «Хан и акын», «Сказка о лентяе» и др.
Одной из вершин творчества Жамбула являются его айтысы.
В конце XIX и начале XX в. Жамбул участвовал в состязаниях двух акынов айтыс: в 1881 году победил акына Кулмамбета, в 1895 году — Сарбаса, в 1902 году — Досмагамбета, в 1909 году — Шашубая. Жамбул и до айтыса с Кулмамбетом участвовал в небольших состязаниях — кайым-айтыс.
Ко времени Октябрьской революции 1917 года Джамбул был уже 70-летним стариком, давно не бравшим в руки домбры. Но, со слов акына, началось его духовное перерождение и творческий подъём. «Всё великое и прекрасное в нашу эпоху раскрывается через образ Сталина», — говорил Джамбул.
После Октябрьской революции в творчестве уже широко известного к тому времени акына появляются новые темы — «Гимн Октябрю» (1936), «Моя Родина» (1936), «В Мавзолее Ленина» (1936), «Ленин и Сталин» (1936).
В его песнях можно было встретить почти всех героев советской властной верхушки, он придавал им черты эпических героев, легендарных богатырей — «Аксакалу Калинину» (1936), «Песня о батыре Ежове» (1937), «Клим батыр» (1936), «Наш Киров» (1939) и других.
Его песни искренне прославляли жизнь в СССР и широко распространялись властями. Фигура девяностолетнего Джамбула подавалась в образе восточного мудреца-аксакала, приветствующего новый строй и его людей. Он становится самым уважаемым акыном Казахстана, а его песни — частью нового быта казахского аула. С 1938 года являлся депутатом ВС Казахской ССР.
Когда началась Великая Отечественная война, ушёл на фронт рядовой Алгадай Жамбулов (1900—22 февраля 1943), сын Джамбула. Он погиб при освобождении города Синельниково Днепропетровской области.
Джамбул Джабаев скончался 22 июня 1945 года, за 8 месяцев до своего 100-летия. Его похоронили в ауле Жамбул Жамбылского района, Алма-Атинской области (район и аул названы в его честь). В этом ауле, в доме где он жил, организовали музей Джамбула, около дома и по сей день разбит сад, который он вырастил сам. Данный аул находится за посёлком Узынагаш, примерно в 60 км от Алма-Аты. Позже рядом с Джамбулом был похоронен Нургиса Атабаевич Тлендиев — известный казахский композитор, дирижёр, домбрист, народный артист Казахской ССР (1975), народный артист СССР (1984), народный Герой Казахстана (1998 год). Это была последняя воля известного композитора.

## Творчество
Поэтическая манера Джамбула отличалась психологической насыщенностью и конкретностью изображения жизни, задушевностью и эпической простотой повествования. Он сочетал устные формы с литературными, поэтические отрывки с прозаическими. Его песни представляют яркую страницу казахской литературы советского периода. Поэзия Джамбула связана с жизнью простого народа. Джамбул звал к дружбе казахов с русским народом, он сложил множество лирических, бытовых, социально-сатирических песен, героических поэм и сказок («Собака бая Кадырбая», «Чёрный указ», «Поэма гневного сердца», поэмы «Утеген батыр», «Суранши батыр», сказка «Хан и акын», «Притча о лентяе» и др.).
Произведения поэта были проникнутые коммунистическими идеями (поэмы — «Моя родина», 1936), «Вооружённый народ», песни — «Гимн Октябрю», «Колыбельная песня», «Кляча и конь», «Песня о братстве народов», «Ленин и Сталин» и др.
Джамбул создал песни о Сталинской Конституции («Закон счастья», «Я избираю Сталина», «Слуга народа» и др.).
В 1937 году под именем Джамбула вышла ода Николаю Ежову — «Песня о батыре Ежове», другой вариант — «Нарком Ежов» (перевод К. Алтайского). Песня была положена на музыку В. Шафранниковым, но более известна в виде стихотворения, поскольку вскоре Ежов был снят со всех постов, осуждён и расстрелян.
Стали широко известны и получили популярность его песни периода Великой Отечественной войны — «Поэма любви и гнева», «В час, когда зовёт Сталин», «Ленинградцы, дети мои», «Москве», «Приказ Родины».

## Споры об авторстве стихов Джамбула
Существует версия, что стихи за Джамбула писали русские поэты, официально числившиеся переводчиками; подобные слухи ходили упорно и отражены, например, в книге Соломона Волкова «Свидетельство» (выпущенной автором как «воспоминания Шостаковича»).
Поэт Алдан-Семёнов утверждал, что Джамбула «создал» именно он, когда в 1934 году получил задание от партии найти какого-нибудь акына. Джамбул был найден им по рекомендации председателя колхоза; критерием выбора была бедность и множество детей и внуков. Стихи за него писал Алдан-Семёнов, после же его ареста в дело включились другие «переводчики». В их числе, как утверждается, был Марк Тарловский, который числится переводчиком большинства военных стихов Джамбула, включая «Ленинградцы, дети мои».
Согласно сведениям, собранным казахстанским журналистом Ерболом Курманбаевым, авторами стихов, приписываемых Джамбулу, были казахские поэты, приставленные к нему под видом литературных секретарей. Согласно Курманбаеву, Джамбул «был, по многим свидетельствам, акыном своего рода шапрашты, но до 1936 года никаких известий о его величии не было». В 1936 году нарком народного просвещения Казахстана Темирбек Жургенов вызвал к себе поэта Абдильду Тажибаева и сказал, что первый секретарь ЦК Компартии Казахстана Мирзоян звонил из Парижа. «У казахов много акынов, — сказал Мирзоян. — Давайте найдём к первой декаде Казахстана в Москве такого же старого, как Сулейман Стальский (дагестанский поэт), акына». Тажибаев отыскал Джамбула, привез его к себе домой в Алма-Ату и представил в ЦК. Он же стал у Джамбула первым по времени секретарём и опубликовал под его именем стихи «Туған елім» («Моя Родина»), переведённые на русский язык поэтом Павлом Кузнецовым (который затем несколько лет переводил Джамбула; а по свидетельству композитора Евгения Брусиловского, именно Павлу Кузнецову принадлежит честь «открытия» Джамбула для читателей) и опубликованные в газете «Правда». Стихи понравились, после чего к Джамбулу прикрепили группу поэтов-секретарей, в обязанности которых входило записывать его творения. За первым поэтом-секретарём Джамбула – Тажибаевым последовал следующий 
–  Калмакан Абдыкадыров, переводчик на казахский язык сказок «1001 ночь». С 1938 по 1942 годы за Джамбулом стихи записывал Таир Жароков, с 1942 года до конца жизни Джамбула — Гали Орманов. Согласно Е. Витковскому и В. Резвому, Марк Тарловский был главным штатным «переводчиком» и русским секретарём Джамбула с 1941 года по 1 октября 1943 года.
По словам Михаила Исиналиева, уже в 1954 году тогдашний партийный глава Казахстана Пантелеймон Пономаренко на III съезде писателей республики публично опроверг, очевидно, широко распространенные слухи об авторстве стихов Джамбула, заявив: «После смерти Джамбула прошло много лет, остались все его секретари, переводчики, но почему-то нет ярких стихов Джамбула, дело видно в том, чтобы гранить как алмаз (что делали его секретари, переводчики) надо иметь этот самый алмаз, чем и была поэзия Джамбула».

## Награды
- Сталинская премия второй степени (1941) — за общеизвестные поэтические произведения.
- орден Ленина (19.05.1938) — в связи с 75-летней творческой деятельностью
- орден Трудового Красного Знамени (26.05.1936)
- орден «Знак Почёта» (31.01.1939)[14]
- медаль «За доблестный труд в Великой Отечественной войне 1941—1945 гг.»

## Увековечение имени
- Указом Президиума Верховного Совета СССР от 14 октября 1939 года образована Жамбулская область; 4 мая 1993 года Постановлением Президиума Верховного Совета Республики Казахстан транскрипция названия Жамбулской области на русском языке была изменена на Жамбылскую область.
- В 1938 году город Мирзоян переименован в Джамбул, с 4 мая 1993 года — город Жамбыл. 8 января 1997 года Указом президента Республики Казахстан город Жамбыл вновь был переименован. Ему вернули название Тараз, которое он носил изначально как самый древний город Казахстана. В городе Джамбулу установлен величественный памятник в полный рост.
- В 1939 году Кастекский район переименован в Жамбулский район, с 4 мая 1993 года — Жамбылский район (Алматинская область).
- В Жамбылском районе есть село Жамбыл, центр Жамбылского сельского округа. В 1947 году в селе открыли литературно-мемориальный музей Джамбула, расположенный в доме, где акын провёл последние годы. Дом окружён садом, в глубине которого в 1946 году был воздвигнут мавзолей (архитектор Иван Иосифович Белоцерковский, эскизы народного художника Казахстана А. Кастеева)
- Именем Джамбула (с 1993 года Жамбыл) названо около 40 населённых пунктов Казахстана.
- Жамбыл — посёлок в Наманганской области Узбекистана.
- Именем Жамбула названы улицы и переулки:
  - Российская Федерация — переулок Джамбула (бывший Лештуков переулок) в Санкт-Петербурге и переулок Джамбула в Липецке, улица и переулок Джамбула в Ижевске, улицы в Волгограде, Иркутске, Кемерово, Кургане, Нижнем Новгороде, Новосибирске, Хабаровске, Джамбульская улица в Красноярске.
  - Казахстан — улица Джамбула есть в Алма-Ате и многих других населённых пунктах; переулок Джамбула в Рудном (Костанайская обл).
  - Украина — улицы в Киеве, Енакиево и Ужгороде (в 2016 году переименована в улицу Василия Комендаря[укр.][15]).
- Памятники:
  - На проспекте Достык в Алма-Ате, от пересечения с которым начинается улица Джамбула[16], установлен бронзовый памятник — акын с домброй, присевший у водопада.
  - Памятник-бюст в сквере c западной стороны от театра оперы и балета имени Абая[17].
  - В Есике (Алматинская область) установлен памятник акыну и названа улица в его честь.
  - В селе Сафоновка (Атырауская область, Казахстан) в парке установлен памятник Джамбулу.
  - В Киеве (Украина) поставлен памятник акыну в тенистом парке «Нивки» и недалеко от этого места названа в его честь улица.
  - Памятник Джамбулу Джабаеву на одноимённой площади города Тараз[16]
  - В 2002 году в переулке Джамбула в Санкт-Петербурге казахскому акыну поставлен 4-х метровый бронзовый памятник — подарок Казахстана к 300-летию Санкт-Петербурга.
  - Памятник в селе Узынагаш Алматинской области (2018г.)[18].
- Его имя присвоено филармонии в Алма-Ате.
- Имя Джамбула носит областной драматический театр в Усть-Каменогорске (Восточно-Казахстанская область) (во времена СССР Восточно-Казахстанский областной русский драматический театр имени Джамбула).
- Гостиница «Жамбыл», построенная в 1961 году в г. Тараз названа в честь акына. Прежнее название — «Джамбул».
- В 1966 и 1970 годах выпущены почтовые художественные маркированные конверты, посвящённые Джамбулу Джабаеву, а в 1976 году — памятнику Джамбулу Джабаеву в городе Джамбул.
- Выпущены почтовые марки СССР (1971 год) и Казахстана.
- В 1921 году селекционер-самоучка Леонид Колесников вывел сорт сирени «Джамбул», который стал первой в мире сиренью с белоокаймлёнными лепестками.

- Памятная монета Казахстана номиналом 20 тенге, посвящённая 150-летию со дня рождения Джамбула
- Памятник Джамбулу Джабаеву в Алма-Ате
- Памятник Джамбулу Джабаеву в Киеве
- Памятник Джамбулу Джабаеву в Санкт-Петербурге
- Памятник Джамбулу Джабаеву в Белграде
- Сирень «Джамбул»

См. также более полный список топонимов: Жамбыл, Джамбул.

## Сочинения
- Джамбул. Песни и поэмы. Алма-Ата, 1937
- Джамбул. Стихи и песни. Составил Александр Чачиков. М. Издательство ЦК ВКП(б) «Правда», 1938. Библиотека «Огонёк» № 27 (1086).
- Джамбул. Песни. Орёл, 1938
- Джамбул. Песни и поэмы. М., Гослитиздат, 1938
- Джамбул. Путешествие на Кавказ. М., 1938
- Джамбул. Песни и поэмы. М., Советский писатель, 1938
- Джамбул. Стихи и песни о Ленине. Новосибирск, 1938
- Джамбул. Стихи и поэмы. М., 1938
- Джамбул. Песни войны 1941—1943. М., 1944
- Джамбул. Песни об Отечественной войне. Алма-Ата, 1944

### Фильмы
- Калила Умаров. «Жамбыл: Великий певец человечества», Казахтелефильм. 1994. Документальный фильм
- Ефим Дзиган. «Джамбул», Казахфильм 1952. Художественный фильм[19].